# موسى شو
موسى شو (بالإنجليزية: Moses Shaw) هو سياسي أمريكي، ولد في 8 نوفمبر 1861، وتوفي في 1934. حزبياً، نشط في الحزب الجمهوري. وقد انتخب عضو جمعية ولاية ويسكونسن.